# Черноморское газоконденсатное месторождение
Черномо́рское газоконденса́тное месторожде́ние (укр. Чорноморське газоконденсатне родовище) — газоконденсатное месторождение, расположенное на территории Черноморского района (Крым). Относится к Причерноморско-Крымской нефтегазоносной области. Ближайший населённый пункт — пгт Черноморское.

## Характеристика
Приурочено к северной зоне складок Тарханкутского полуострова в центральной части Каркинитско-Северо-Крымского прогиба. Структура — субширотная симметричная брахиантиклиналь 3,6×1,3 км высотой 63 м. Структура обнаружена в 1962 году, изучена в период 1962—1968 года. Первый приплыв газа получен с майкопских образований в интервале 2080—2122 м. Залежи газа массивно-пластовые, склепинчастые. Газоносные известняки и мергели палеоцена. Режим газовый. Коллектор трещинно-поровый характеризуется низкими ёмностно-фильтрационными способностями. Это обусловливает нерентабельность разработки месторождения. Начальный запас газа из добываемой категории А+В+С1 — 412 млн м³.